# Еван Бай
Берч Еванс «Еван» Бай III (англ. Birch Evans «Evan» Bayh III; нар. 26 грудня 1955, Ширківілль, Індіана) — американський політик-демократ, сенатор США від штату Індіана з 1999 до 2011.
Син сенатора Берча Евана Бая, який представляв Індіану у Сенаті США з 1963 по 1981.
Закінчив Індіанський університет у Блумінгтоні (1978), отримав ступінь у галузі права в Університеті Вірджинії (1981). Займався юридичною практикою в Індіанаполісі. З 1986 — секретар штату Індіана, у 1989–1997 — губернатор. У 1997–1998 — партнер юридичної компанії Baker & Daniels. У 1998 був обраний до Сенату США від Демократичної партії. У 2004 — переобраний.